# Brauereigasthof (Pappenheim)

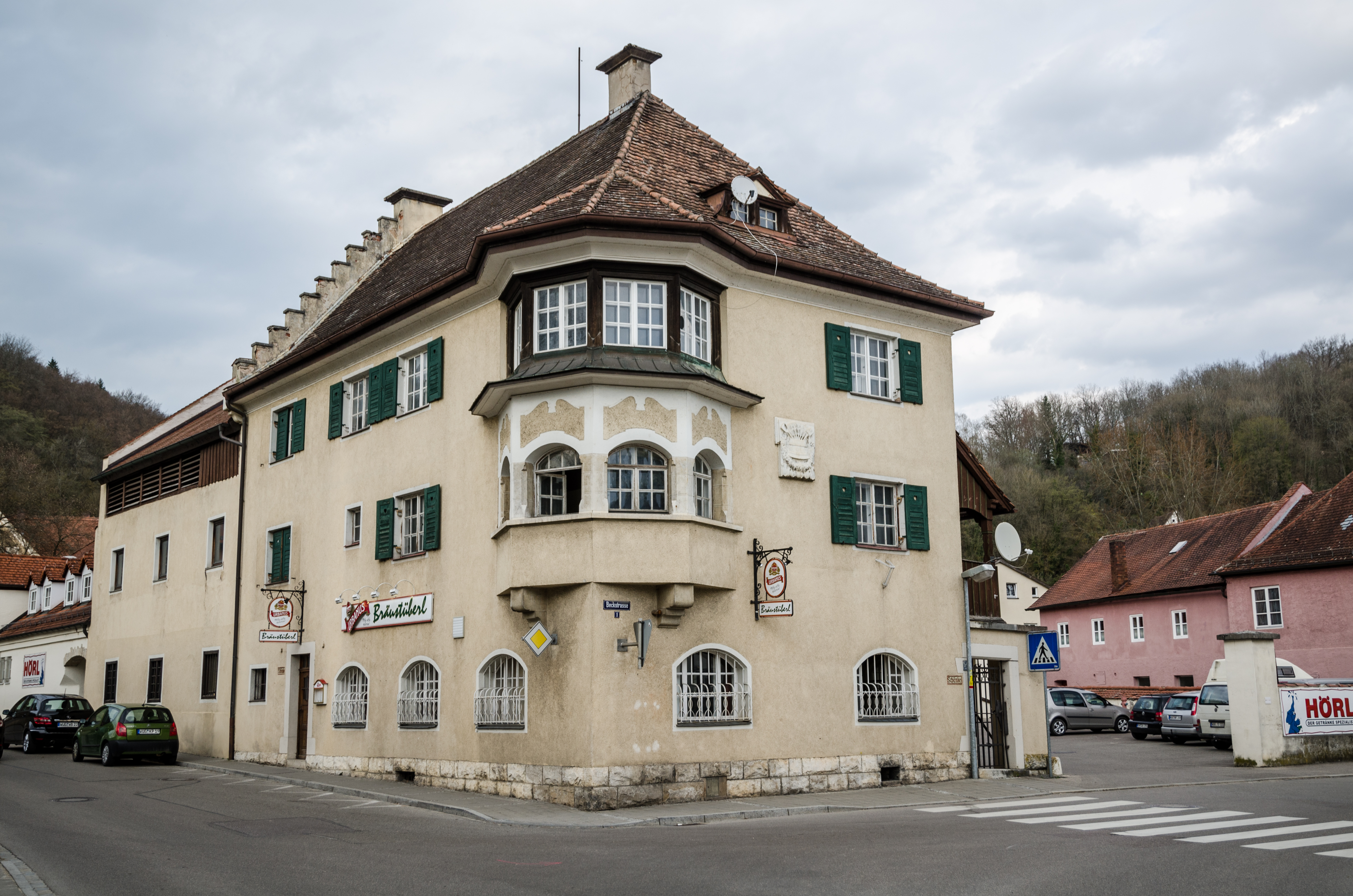
Brauereigasthof in Pappenheim (2014)

Der Brauereigasthof in Pappenheim, einer Stadt im mittelfränkischen Landkreis Weißenburg-Gunzenhausen, wurde 1925 errichtet. Das Gasthaus an der Beckstraße 1 steht auf der Liste der geschützten Baudenkmäler in Bayern.
Das dreigeschossige Satteldachbau in Ecklage besitzt nördlich einen Treppengiebel und südlich einen Erker mit Walm.  